# Bridge to Terabithia
Bridge to Terabithia (prt: O Segredo de Terabítia; bra: Ponte para Terabítia) é um filme americano de fantasia e drama de 2007 dirigido por Gábor Csupó baseado no romance homônimo de Katherine Paterson e distribuído pela Walt Disney Pictures. Com elenco composto por Josh Hutcherson, AnnaSophia Robb, Robert Patrick, Bailee Madison e Zooey Deschanel, conta a história de Jess Aarons e Leslie Burke, duas crianças vizinhas que juntas criam um mundo imaginário chamado Terabítia e passam seu tempo livre em uma casa da árvore abandonada.
O roteirista David Paterson é filho de Katherine Paterson e a história original é baseada em partes da sua infância. Quando ele perguntou à mãe se poderia escrever um roteiro cinematográfico para o romance, ela concordou por conta de sua habilidade como dramaturgo. A produção do filme começou em fevereiro e terminou em novembro de 2006. Grande parte das filmagens ocorreu na cidade novazelandeza de Auckland durante 69 dias. A edição levou dez semanas, enquanto a pós-produção, a mixagem e os efeitos visuais demoraram vários meses para serem concluídos.
Bridge to Terabithia recebeu críticas majoritariamente positivas; os críticos chamaram-no de uma adaptação fiel ao romance original, com visuais dinâmicos e atuações naturais que o tornaram ainda mais imaginativo. Foi indicado a sete prêmios, dos quais ganhou cinco Young Artist Awards.

## Enredo
Jesse Aarons (Josh Hutcherson) é um estudante da quinta série e aspirante a artista que mora com a família, que passa por dificuldades financeiras, em Lark Creek (Virgínia). Ele entra no ônibus escolar com a irmã mais nova May Belle (Bailee Madison), onde tem que evitar a "valentona" da escola, Janice Avery (Lauren Clinton). 
Na aula, ele é provocado por seus colegas de classe, Scott Hoager (Cameron Wakefield) e Gary Fulcher (Elliot Lawless), e conhece a nova aluna chamada Leslie Burke (AnnaSophia Robb). Na hora do intervalo Jesse disputa uma corrida, junto com a nova colega e outros meninos, onde ela vence a todos, o que o deixa irritado. No caminho para casa, Jesse e Leslie descobrem que são vizinhos.
A noite, Jesse se irrita quando descobre que May Belle desenhou em seu caderno, mas sua mãe, que favorece suas filhas, e seu pai (Robert Patrick) a defendem. Após algum tempo, ele os vê juntos no jardim e fica desapontado por seu pai nunca passar o tempo com ele. No dia seguinte na escola, Leslie elogia a capacidade de Jesse em desenhar, e logo tornam-se melhores amigos. Após a aula os dois aventuram-se na floresta e atravessam um riacho com auxílio de uma corda. Lá encontram uma casa da árvore abandonada e inventam um "novo" mundo (imaginário), a qual ela chama de "Terabítia", que reflete suas vidas. Este ganha vida através de seus olhos à medida que exploram os arredores. Nos dias seguintes, eles passam seu tempo livre na casa da árvore para se conhecerem.
No aniversário de Jesse, Leslie lhe dá um kit de arte. Mais tarde, ele retribui presenteando-a com um filhote de cachorro, a quem decide chamar de Príncipe Terrien. Em Terabítia, os dois lutam contra várias criaturas, incluindo um troll semelhante a Janice. 
Na escola, May Belle mostra à sua amiga, Alexandra, o que tem em seu lanche: bolinhos. Seu irmão diz que ela não deve se gabar pelo que tem. No recreio, May Belle grita para Jesse e Leslie dizendo que Janice roubou seu lanche, e a mesma passa a cobrar uma taxa para quem quiser entrar no banheiro. Leslie fica irritada com a taxa cobrada e, junto de Jesse, arma uma pegadinha para ela. Depois dos pais de Leslie terminarem de escrever seu livro, ela e Jesse ajudam-os a pintar a casa. Ele fica impressionado com a felicidade dos pais dela, e sorri enquanto vê a família deles. Na escola, na sexta-feira, Leslie escuta Janice Avery chorando no banheiro. Após as duas conversarem, ela descobre que Janice é uma "valentona", pois é abusada por seu pai, e elas se tornam amigas. Jesse e Leslie vão a Terabítia acompanhados de Terrien, onde enfrentam várias criaturas que se assemelham aos alunos da sua escola. Eles decidem ir para casa quando começa a chover e o nível da água do riacho começa a subir, e Jesse percebe que está apaixonado por Leslie, enquanto ela corre de volta para sua casa.
Na manhã seguinte, Sra. Edmunds (Zooey Deschanel), a professora de música de Jesse, convida-o para visitar um museu de artes. Ele pede permissão à sua mãe que está meio adormecida e, resmungando ela autoriza. Ele não convida Leslie para acompanhá-lo, e simplesmente olha para sua casa enquanto passa por ela. Quando retorna para casa, descobre que seu pai e sua mãe estavam muito preocupados por não saber onde ele estava. Seu pai lhe diz que Leslie se afogou no riacho, porque a corda que usou para atravessar se rompeu na mesma manhã que Jesse foi para o museu. Ele fica inconsolável, e diz não acreditar que sua amiga tenha se afogado.
No dia seguinte, Jesse e seus pais visitam a casa da família Burke para darem os seus pêsames. O pai de Leslie, Bill Burke, conta a Jesse que ela o amava e agradece-o por ser um amigo muito bom, pois ela teve dificuldades para fazer amigos em sua antiga escola. Ele se sente culpado pela morte de sua amiga, já que não a convidou para ir ao museu e por não estar junto dela. Ele corre de volta para a floresta e cai em prantos. Seu pai lhe diz que a culpa da morte de Leslie não é dele e que ele deve mantê-la guardada em seu coração.
Jesse decide reimaginar Terabítia e constrói uma ponte acima do riacho para receber um novo governante. Ele convida sua irmã, May Belle, que fica muito contente, pois, anteriormente, ele sempre a impedia de entrar. Eles trazem de volta Terabítia com um esplendor ainda maior, com ele como rei e sua irmã como princesa.

## Produção
A produção de Bridge to Terabithia começou em fevereiro de 2006 e custou aproximadamente vinte milhões de dólares. As filmagens principais ocorreram em Auckland (Nova Zelândia), dentro de um período de sessenta dias. A edição levou dez semanas, enquanto a pós-produção, a mixagem e os efeitos visuais demoraram vários meses. A conclusão ocorreu em novembro de 2006, porque a equipe "teve que se apressar" para atender o prazo final de 16 de fevereiro. Foi dirigido por Gábor Csupó, recomendado para o trabalho pelo diretor da Walden Media, Cary Granat. Embora ele nunca houvesse trabalhado antes em um live-action antes, isso "nem ao menos, preocupou Granat". O diretor afirmou que estava interessado em fazer o longa porque "tinha há muito tempo a ambição" de fazer um filme deste tipo, mas que "não gostou de nada até ler o livro". Ele descreveu o livro como "belo" e disse que ele "[o] mudou". Bridge to Terabithia foi o último longa do diretor de fotografia Michael Chapman antes de sua aposentadoria. Ele mencionou nos comentários do DVD que se aposentou depois de filmá-lo porque queria que seu último trabalho fosse um bom filme: "esta é uma história tão bonita e é exatamente o tipo de filme que quero fazer neste momento da minha vida."

### Escolha do elenco

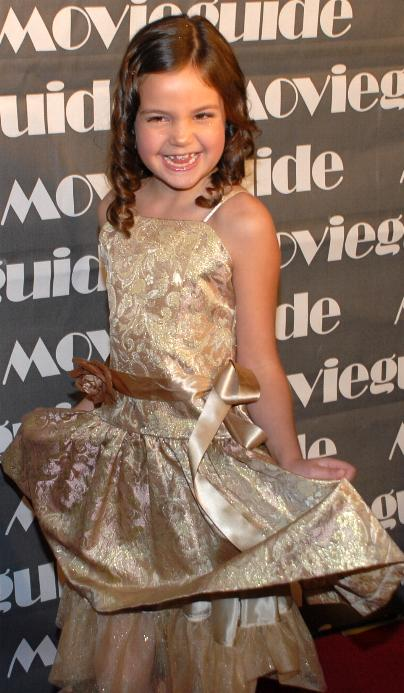
Bailee Madison interpretou May Belle Aarons.

Csupó afirmou que inicialmente não tinha atores em mente para o longa-metragem. O primeiro membro do elenco a ser escolhido foi AnnaSophia Robb para o papel de Leslie Burke. Ela escreveu a Csupó "uma carta, linda e emocionante", que expressava seu amor pelo livro e pela personagem. O diretor disse que a escolheu por causa de "sua carta, seu entusiasmo e seu amor pelo assunto." Robb também conversou com o produtor Lauren Levine antes do elenco ser selecionado e "a conversa o convenceu de que, sem dúvida, AnnaSophia havia sido feita para este papel." Levine disse que "era tão claro falar com ela sobre toda essa fantasia que eu estava basicamente falando com a Leslie, que tinha o mesmo tipo de faísca e presença mágica. Ela podia ser fisicamente diferente de Leslie no livro, mas o espírito de Leslie e o espírito de AnnaSophia são quase idênticos. Foi uma combinação feita no céu." Com relação à personagem, a atriz disse que é "uma dessas pessoas que simplesmente sempre está iluminada, que tem um brilho sobre ela e que ninguém pode derrubar. Como Leslie é uma personagem viva e enérgica, foi muito divertido para mim tornar-se ela."
Levine afirma que "olhando para Jess, seria uma busca realmente difícil. Precisávamos de alguém que poderia ir de um menino introvertido em um mundo isolado a alguém que explorasse completamente a sua imaginação e se tornasse um líder, confiante e corajoso em Terabítia. É uma coisa muito difícil para um ator tão jovem." Josh Hutcherson não foi a primeira opção para o papel de Jess Aarons, mas eles o escolheram porque "sentiram a química entre ele e AnnaSophia Robb." Hutcherson disse que o projeto recorreu a ele por causa do "drama do dia a dia da vida real, assim como pelo desenvolvimento da história de Jess."
Os produtores escolheram Robert Patrick, porque o pai trabalhador e rigoroso de Jess foi baseado em seus papéis anteriores em Walk the Line, Flags of Our Fathers e The Unit. Patrick explicou que se identificava com a história porque ele estava "constantemente criando mundos imaginários quando criança" e porque o cenário lhe lembrava do lugar onde havia crescido. Ele também disse que aceitou o papel porque queria participar de um filme que seus filhos pudessem assistir.
Bailee Madison foi escolhida para o papel de May Belle Aarons, segundo Csupó, depois de semanas de procura por uma atriz para o papel. Ele passou a dizer que "ela tinha um charme e tanto, mesmo diante da câmera, era um amorzinho. Ela estava muito confiante, deu um aperto de mãos para todos, totalmente doce e alegre. Eu disse: 'Uau!' ela estava simplesmente roubando o coração de todos no local."

### Design e efeitos especiais
Csupó explicou que "foi uma decisão muito consciente desde o início que nós não iriamos exagerar nos efeitos visuais, para tentar manter a integridade da história e do livro", porque havia apenas uma breve menção de Jess e Leslie lutando contra criaturas imaginárias na floresta no romance. Com isso em mente, eles "tentaram fazer o mínimo possível, só o que fosse necessário para transformá-lo em uma versão cinematográfica."
Ao criar os seres imaginários encontrados em Terabítia, Csupó quis fazer criaturas que fossem "um pouco mais artísticas, imaginativas e fantásticas do que os típicos personagens renderizados que você vê em outros filmes" e usou como inspiração Terry Gilliam e Ridley Scott. Dima Malanitchev criou os desenhos das criaturas sob a orientação do diretor, que escolheu renderizar a animação 3D na Weta Digital, porque ele "ficou impressionado com a integridade artística, o trabalho em equipe, o [fato de que] as pessoas eram realmente simpáticas e também [por] eles terem respondido a nossos projetos de forma muito positiva." A Weta modificou alguns dos projetos das criaturas, mas manteve-se fiel à ideia original de Csupó.
Cerca de cem membros da Weta trabalharam nos efeitos especiais. A empresa já estava trabalhando na animação das criaturas enquanto as filmagens ocorriam e também havia funcionários nos locais onde eram necessário a utilização de efeitos especiais. O supervisor de efeitos visuais da Weta, Matt Aitken, explicou que o processo que envolvia a criação das criaturas foi "dividido em duas etapas". Em primeiro lugar, a aparência natural das criaturas foi criada com base em esboços a lápis de Csupó e Malanitchev e isso foi feito principalmente através de colagens com Photoshop feitas pelo diretor de efeitos visuais Michael Pangrazio. O segundo passo foi descobrir a animação ou o estilo de movimento que melhor se adequava a tais criaturas.
Os figurinos de Leslie foram concebidos para que parecesse que a própria personagem "pudesse ter feito alguns deles" e eles foram atualizados com relação aos descritos no livro de modo que parecessem com o que atualmente se considera por excêntrico.

### Roteiro
O produtor e roteirista David L. Paterson é filho da autora do romance original e seu nome esteve na dedicatória do livro. A história foi baseada em sua melhor amiga da vida real, Lisa Hill, que foi atingida por um raio e morreu quando ambos tinham oito anos de idade. Paterson perguntou à sua mãe, Katherine, se ele poderia escrever um roteiro baseado no livro e ela concordou, "não só porque ele é [seu] filho, mas também porque ele é um dramaturgo muito bom." Paterson teve dificuldade em comercializar o roteiro, principalmente por causa da morte de Leslie; "se você puder acreditar, eu me encontrei com algumas empresas que me perguntaram se eu poderia apenas 'machucar' a Leslie um pouquinho — colocá-la em coma e então trazê-la de volta."
A coisa mais importante para Paterson era manter o espírito do livro vivo e encontrar uma maneira de transformá-lo de "um romance que ocorre principalmente na cabeça dos personagens em uma mídia visual dinâmica". Ele sabia que o filme tinha que ser sobre amizade e imaginação. Enquanto focava-se em "trazer à tona as emoções da história", ele admitiu ter tido dificuldades em escrever sobre Terabítia "porque estava muito perto". Ele creditou o roteirista Jeff Stockwell pela criação do mundo imaginário para a versão cinematográfica. "O Jeff foi capaz de criar como se fosse um estranho que não estava tão ligado à história e realmente deixou sua imaginação livre e concebeu este mundo de uma maneira maravilhosa", disse David. Csupó comentou que os dois personagens principais são um pouco mais velhos na versão cinematográfica do que no livro. O diretor explicou que o filme "lida com tantas questões, incluindo amizade e talvez o primeiro amor inocente, coisas assim", de modo que "fazia mais sentido" tornar os personagens mais velhos.

### Música
A trilha sonora foi feita por Aaron Zigman, que foi contratado depois que Alison Krauss se demitiu e deixou de terminar o trabalho. Zigman mencionou que há semelhanças entre a música que compôs para Bridge to Terabithia e para Flicka em que "...às vezes há um pouco de influência celta, mas não muito", ele também disse que houve um toque mais moderno na música composta para esse filme. A trilha sonora que elaborou é descrita como "muito maior" em relação ao seu outro trabalho e ele comentou que "além do material minimalista e colorido que eu amo fazer, também gosto de grandes orquestras, quero fazer mais isso e esse filme me permitiu abrir um pouco as minhas asas." A trilha sonora oficial foi lançada pela Hollywood Records em 13 de fevereiro de 2007.

## Lançamento

### Marketing e divulgação
Os cineastas distanciaram-se da campanha de publicidade, dizendo que ela era deliberadamente enganosa e que fazia com que o filme parecesse ser sobre um mundo de fantasia ou que ele ocorresse em um. David Paterson ficou surpreso pelo trailer, mas entendeu o raciocínio de marketing por trás dele, dizendo:
| “ | Embora exista uma geração que está muito familiarizada com o livro, aqueles que tiverem mais de 40 anos, vocês provavelmente não estão, e nós precisamos alcançá-los. [...] Todo aquele que ler o livro e ver o trailer irá dizer: 'O que é isso? Isso não é como o livro. O que você está fazendo, Dave?' E eu direi, 'Você sabe que o que você está vendo são quinze segundos de um filme de noventa minutos. Me de um pouco de liberdade e respeito. Vá vê-lo e depois me diga o que você acha.' | ” |

Os críticos comentaram sobre a campanha de publicidade enganosa do filme. Um crítico disse que Bridge to Terabithia foi realmente "baseado na realidade muito mais do que na fantasia", enquanto outro achou que ele está "longe de ser uma fantasia escapista gerada por computador" e que é "um conto despretensioso e comovente de companheirismo pré-adolescente e perda."

### Distribuição
O filme estreou oficialmente no El Capitan Theatre em Hollywood, em 16 de fevereiro de 2007. No entanto, Paterson, que foi aluno da Universidade Católica da América, organizou uma sessão prévia especial para os membros da universidade no AFI Silver Theatre em Silver Spring, Maryland, em 1 de fevereiro de 2007. No fim de semana de estreia, Bridge to Terabithia arrecadou 28,5 milhões de dólares em 3139 cinemas — o segundo colocado nas bilheterias, atrás apenas de Ghost Rider, o que segundo a Buena Vista foi "mais do que o esperado". Na sexta-feira de estreia, o filme arrecadou 6,3 milhões de dólares. A produção teve uma bilheteria mundial de 137 milhões de dólares, sendo que desse total foram arrecadados 82 milhões de dólares apenas nos Estados Unidos e no Canadá.
O DVD e o disco blu-ray foram lançados em 19 de junho de 2007, nos Estados Unidos. O DVD comum e a versão blu-ray, em alta definição, compartilhavam os mesmos conteúdos bônus: "Digital Imagination: Bringing Terabithia to Life", "Behind the Book: The Themes of Bridge to Terabithia", um videoclipe da música "Keep Your Mind Wide Open" com AnnaSophia Robb, e dois comentários em áudio: o primeiro com o diretor Gabor Csupó, o escritor Jeff Stockwell e o produtor Hal Lieberman e o segundo com o produtor Lauren Levine e os atores Hutcherson e Robb.

## Recepção

### Recepção crítica

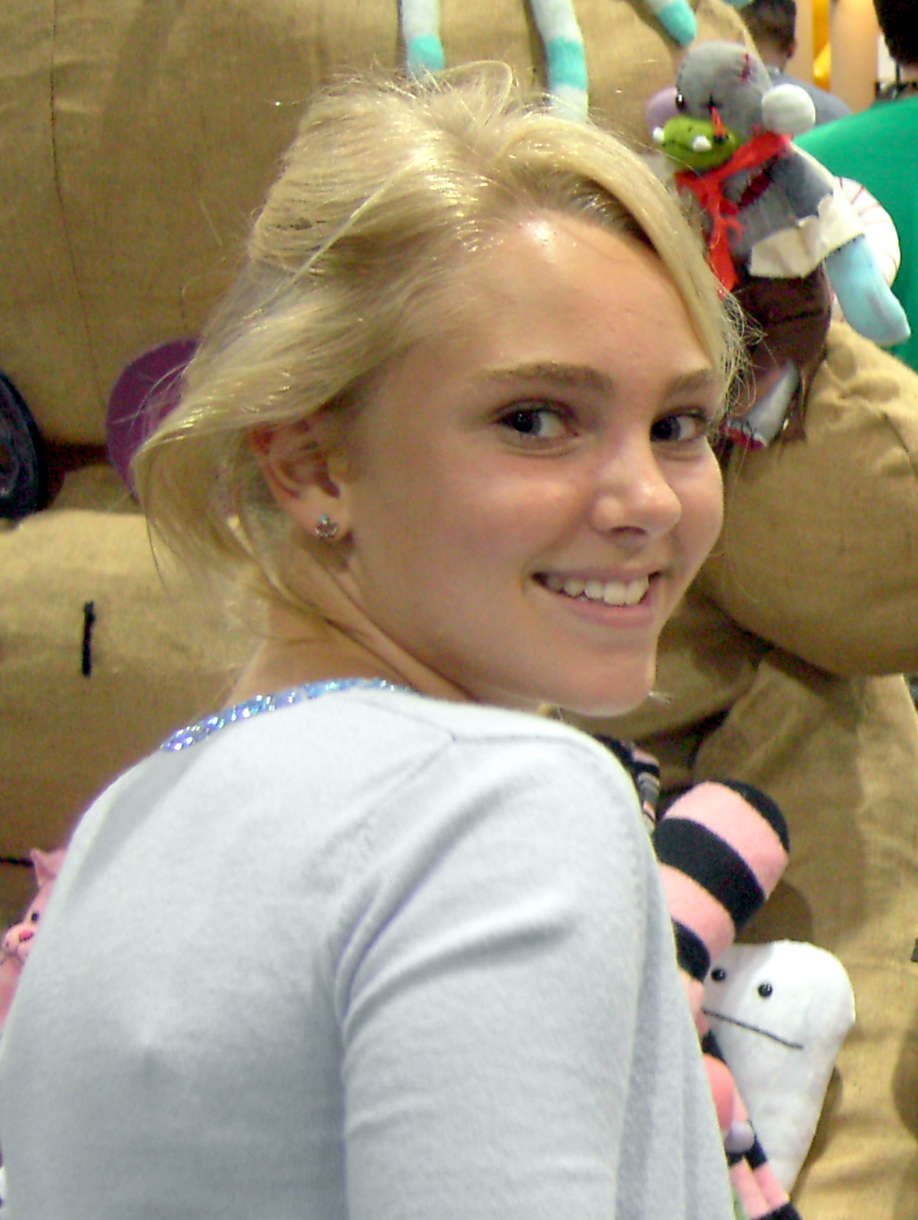
A interpretação de AnnaSophia Robb como Leslie foi elogiada; um crítico gostou de seu desempenho "cativante" e disse que "só a jovem e vibrante heroína da história [...] nos atraí o suficiente para que nos interessemos."

O site Rotten Tomatoes reporta que 84% dos críticos deram uma resenha positiva, baseado em uma amostra de 146 análises com uma nota média de 7,1/10. O consenso da crítica foi de que Bridge to Terabithia é "uma adaptação fiel ao romance amado pela crianças e um relato contundente, através dos olhos das crianças, sobre amor, perda e imaginação" e que "os visuais dinâmicos e performances naturais melhoraram ainda mais o filme imaginativo." Segundo o Metacritic, o longa recebeu uma pontuação média de 74/100 com base em 25 comentários, indicando "geralmente avaliações favoráveis".
James Berardinelli do ReelViews disse que Bridge to Terabithia é "facilmente o melhor filme sobre família do início do ano." Ann Hornaday do jornal The Washington Post elogiou o roteiro dizendo que ele é "completamente reconhecível e autêntico" e disse que Robb e Hutcherson foram "perfeitos para o papel." Hornaday escreveu que, embora os cinco minutos finais tenham sucumbido a um "sentimento muito meigo", os telespectadores se lembraram de como ele com "vivacidade e respeito presta uma homenagem ao primeiro amor." Jessica Grose do The Village Voice elogiou o diretor por omitir os "estereótipos de adolescentes bonitinhos" e sentiu que o relacionamento de Jess com seu pai elevou Bridge to Terabithia de "um bom filme para as crianças à um clássico". O crítico do The New York Times, Jeannette Catsoulis, acredita que a fantasia foi colocada em segundo plano para que se pudesse "encontrar a magia do dia a dia" e comentou que Csupó dirigiu "como alguém que tem intimidade com a dor de ser diferente, permitindo que cada personalidade seja mais do que uma característica única." O crítico elogiou todos os atores principais por suas boas atuações, especialmente Deschanel e Madison. Catsoulis disse que o longa foi capaz de lidar com temas adultos "com nuances e sensibilidade", ser consistentemente inteligente e "delicado como uma teia de aranha", e que esse era o tipo de filme infantil "raramente visto nos dias de hoje." Miriam di Nunzio do Chicago Sun-Times elogiou as atuações de Hutcherson e Robb, dizendo que "o coração e a alma do filme repousam sobre as habilidades de seus jovens personagens principais em fazer-nos realmente ver o mundo através dos olhos das crianças. A dupla dinâmica, Hutcherson e Robb, não decepciona."
Apesar dos elogios da crítica, nem todos os comentários foram positivos. Claudia Puig do USA Today escreveu que "para um filme sobre o poder da imaginação, Bridge to Terabithia não é tão inventivo quanto você poderia esperar." Puig o chamou de uma "tradução aproveitável" do romance, mas achou que os personagens adultos eram caricatos. A resenhista disse que os trechos sobre a vida real eram "secundários e simples", mas achou o tumulto emocional de Jess "fortemente autêntico" e que é neste momento que a película "encontra a sua verdade e sua essência." O crítico da Variety, Justin Chang, disse que "enquanto o livro sabiamente deixou a maior parte dos detalhes para a imaginação do leitor, o filme apresenta a sua versão de Terabítia como a atração principal" e que com isso ele acaba "falando menos sobre o poder da imaginação do que sobre o poder da CGI." Gregory Kirschling da Entertainment Weekly ficou confuso pela falta de entusiasmo dos personagens principais em relação a Terabítia e sentiu que a versão cinematográfica não podia decidir se era "uma fantasia ou um romance de aprendizagem."

### Prêmios e indicações
Bridge to Terabithia foi indicado a sete prêmios, dos quais ganhou cinco. Josh Hutcherson foi indicado ao Prêmio Saturno de 2008 na categoria "melhor performance de um jovem ator" AnnaSophia Robb foi indicada ao Critics' Choice Award na categoria "melhor jovem atriz". O filme ganhou cinco prêmios no Young Artist Awards, que incluem o de "melhor filme de família (fantasia ou musical)". Hutcherson ganhou o de "melhor ator", Robb ganhou o de "melhor atriz" e Bailee Madison ganhou o de "melhor atriz de dez anos ou menos". O elenco, que incluí Hutcherson, Robb, Madison, Wakefield, Clinton, Lawless, Isabelle Rose Kircher, Carly Owen, Devon Wood, Emma Fenton e Grace Brannigan, foi premiado na categoria "melhor elenco" do ano.